# Laguna Chis Chis
La laguna Chis Chis es un espejo de agua perteneciente a la cuenca del río Salado, en la provincia de Buenos Aires, Argentina. Es la cuarta laguna del sistema de las Encadenadas, ocupando un cauce fluvial preexistente; recibiendo los aportes de la laguna Adela; y drenando sobre la laguna La Tablilla a través del arroyo Casalins, con las que se encuentra unida en época de crecientes formando un solo cuerpo de agua.

## Toponimia
Según una versión su nombre proviene del Günün a yajüch (idioma del Pueblo Günün a küna), que dice chüschüs "guadal, limos". Hace referencia a esta laguna como guadalosa, cuyo fondo se caracteriza por estar formado de barro (guadal) y toscas.[cita requerida]
Otra versión, dada por el historiador rural Carlos Antonio Moncaut, el nombre, que ya se usaba para designarla a principios del siglo XIII, provendría del color del yeguarizo rosillo overo conocido por los criollos del pasado como "ches-ches", cuyo origen indígena es manifiesto. En consecuencia, significaría la laguna del overo rosillo.

## Características
Las comunidades de vegetación acuática ocupan el centro de la laguna sin llegar al perímetro de la misma, con predominio del junco de Schoenoplectus. 
Sobre la costa Este de la laguna se encuentran la Ruta Provincial 2 y la localidad de Monasterio. También se hallan numerosos pesqueros donde se practica la pesca deportiva.